# 2009 en handball
| Années du handball : 2006 - 2007 - 2008 - 2009 - 2010 - 2011 - 2012    |
| Décennies du handball : 1970 - 1980 - 1990 - 2000 - 2010 - 2020 - 2030 |

Cet article présente les faits marquants de l'année 2009 en handball.

## Par mois

### Janvier
- 16 janvier au 1er février : championnat du monde masculin. L'équipe de France remporte le Championnat du monde en Croatie, face à la Croatie en finale sur le score de 24 à 19, 6 mois après avoir été sacrée championne olympique à Pékin.

### Février
- 8 février : le pivot roumain Marian Cozma est mortellement blessé au cœur par un coup de couteau lors d'une agression à la sortie d'une boite de nuit de Veszprém, en Hongrie, alors qu'il passait la soirée avec une partie de l'équipe du Veszprém KSE. Au cours de la rixe, deux autres joueurs du club sont grièvement blessés : le demi-centre Žarko Šešum souffre d'une fracture du crâne et le gardien Ivan Pešić a dû subir l'ablation d'un rein à la suite d'un coup de couteau à l'abdomen.

### Avril
- 11 avril : finale de la Coupe de la Ligue masculine. Lors du final four organisé à Miami, l'Istres Ouest Provence Handball crée la surprise en raflant le titre au Montpellier AHB, quintuple tenant du titre.

### Mai
- 16 mai : finale de la Ligue des champions féminine. Le club danois de Viborg HK remporte sa deuxième victoire dans la compétition après celle de 2006, en remportant le match retour 26 à 23 à l'extérieur, après avoir perdu le match aller à domicile 26 à 24 face aux hongroises du Győri ETO KC qui perd ainsi sa sixième finale européenne en dix ans.
- 16 mai : finale de la Coupe Challenge féminine. Le club de Handball Cercle Nîmes remporte sa deuxième victoire dans la compétition après celle de 2001, grâce à deux victoires 26-22 et 30-25.
- 31 mai : finale de la Ligue des champions masculine. Le club espagnol du BM Ciudad Real remporte sa troisième victoire dans la compétition après celles de 2006 et 2008, en remportant le match retour 33 à 27 face au THW Kiel, parvenant ainsi à combler le déficit de 5 buts du match aller (34-39).

### Juin
- 2 juin : Nikola Karabatic est de retour dans son club formateur, le Montpellier AHB, où il a signé un contrat de quatre ans. Plus gros transfert du handball français, il quitte le club allemand du THW Kiel en compagnie de son ami slovène, Vid Kavtičnik.
- Du 23 juin au 27 juin : Le 10e championnat panaméricain féminin s'est déroulé au Chili, à Santiago.

### Août
- 25 août : Fusion du ROC Flémalle (Mat.006), division 1, avec le VOO HC Herstal (Mat.058), division 2. Le nouveau club formé, nommé VOO HC Herstal-Flémalle ROC prend le Matricule 006, soit celui du ROC Flémalle et prend également son palmarès, il jouera désormais au Hall Omnisports "La Préalle"  à Herstal en division 1.
- août : Fusion du Sporting Neerpelt (Mat.112), division 1, avec le HCA Lommel. Le nouveau club formé, nommé Sporting Neerpelt-Lommel ou Sporting NeLo prend le Matricule 112, soit celui du Sporting Neerpelt et prend également son palmarès, il jouera désormais au Sportcentrum Dommelhof  à Neerpelt en division 1.

### Septembre
- 7 septembre : la Ligue nationale de handball (LNH) a annoncé la rupture de son contrat avec la société américaine chargée d'organiser la Coupe de la Ligue masculine, conséquence de soucis juridiques et de l'échec de l'édition 2009 disputée dans une salle vide[1].

### Octobre
- 29 octobre : match de Ligue des champions féminine opposant Hypo Niederösterreich à Metz Handball. Après 59 minutes et 53 secondes de jeu et alors que le score est de 27 à 27, Gunnar Prokop, entraîneur du club autrichien, pénètre sur le terrain et entre volontairement en collision avec une joueuse du club français afin d'interrompre une contre-attaque potentiellement décisive. Ce comportement anti-sportif grave, rarissime à ce niveau de compétition, lui vaudra une lourde sanction par l'EHF[2], finalement largement réduite en appel[3].

### Novembre
- 1er novembre : premier match du Serbe d'origine hongroise Arpad Šterbik sous les couleurs de l'Espagne lors d'un match à Madrid face à la France. Malgré les 27 arrêts de Sterbik en 60 minutes, les deux équipes se quittent dos à dos 23 à 23.

### Décembre
- du 5 au 20 décembre : championnat du monde féminin. La Russie remporte son 3e titre consécutif de champion du monde, en battant en finale la France sur le score de 25 à 22.

## Par compétitions

### Championnat du monde masculin
La 21e édition du Championnat du monde masculin a lieu en Croatie du 16 janvier au 1er février 2009.
| \| \| France \| \| \| Médaille d'or, monde \| \| Croatie \| \| \| Médaille d'argent, monde \| Pologne \| \| Médaille d'argent, monde \| Médaille de bronze, monde \| | Statistique et récompenses - Meilleur joueur : Igor Vori - Meilleur buteur : Kiril Lazarov, 92 buts (record de buts marqués dans un championnat du monde) - Gardien: Thierry Omeyer - Ailier gauche : Michaël Guigou - Arrière gauche: Blaženko Lacković - Demi-centre : Nikola Karabatic - Pivot : Igor Vori - Arrière droit : Marcin Lijewski - Ailier droit : Ivan Čupić |
| | France |
| | Médaille d'or, monde |
| Croatie | |
| Médaille d'argent, monde | Pologne |
| Médaille d'argent, monde | Médaille de bronze, monde |

### Championnat du monde féminin
La 18e édition du Championnat du monde féminin a lieu en Chine du 5 décembre au 20 décembre 2009.
| \| \| Russie \| \| \| Médaille d'or, monde \| \| France \| \| \| Médaille d'argent, monde \| Norvège \| \| Médaille d'argent, monde \| Médaille de bronze, monde \| | Statistique et récompenses - Meilleure joueuse : Lioudmila Postnova - Meilleure marqueuse : Katrin Engel, 67 buts - Gardienne : Inna Souslina - Ailière gauche : Camilla Herrem - Arrière gauche : Mariama Signate - Demi-centre : Allison Pineau - Pivot : Begoña Fernández - Arrière droite : Marta Mangué - Ailière droite : Linn-Kristin Riegelhuth |
| | Russie |
| | Médaille d'or, monde |
| France | |
| Médaille d'argent, monde | Norvège |
| Médaille d'argent, monde | Médaille de bronze, monde |

### Championnat panaméricain féminin
La 10e édition du Championnat panaméricain féminin s'est déroulé au Chili, à Santiago, du 23 juin au 27 juin 2009.
| \| \| Argentine \| \| \| Médaille d'or, Amérique \| \| Brésil \| \| \| Médaille d'argent, Amérique \| Chili \| \| Médaille d'argent, Amérique \| Médaille de bronze, Amérique \| | Statistique et récompenses - Meilleure marqueuse : Fabiana Aluan, 34 buts - Gardienne : Valentina Kogan - Ailière gauche : Fernanda da Silva - Arrière gauche : Damaris Bencomo - Demi-centre : Silvana Totolo - Pivot : Antonela Mena - Arrière droite : Fabiana Aluan - Ailière droite : Alexandra do Nascimento |
| | Argentine |
| | Médaille d'or, Amérique |
| Brésil | |
| Médaille d'argent, Amérique | Chili |
| Médaille d'argent, Amérique | Médaille de bronze, Amérique |

## Meilleurs handballeurs de l'année 2009
Le 26 mai 2010, les résultats de l'élection des meilleurs handballeurs de l'année 2009 ont été dévoilés par l'IHF. Plus de 33 000 votes ont été recueillis par Internet et ont couronné le Polonais Sławomir Szmal, qui avec plus des deux tiers des voix (68,7 %) devance nettement le Français Nikola Karabatic (20,9 %) et le Croate Igor Vori (10,4 %), et la Française Allison Pineau, qui avec 39,8 % des voix s'est placée juste devant la Norvégienne Katrine Lunde Haraldsen (33,9 %) et la Russe Lioudmila Postnova (26,3 %). Points communs entre les deux lauréats : tous deux sont les premiers – et à ce jour les seuls – à être désignés dans leurs pays respectifs et, paradoxalement, tous deux n'ont remporté aucune compétition au cours de cette année 2009.
Si Pineau succède  à deux français, Nikola Karabatic élu en 2007 et Thierry Omeyer élu en 2008, elle est la première Française à qui ce titre est décerné. Si en club au Issy les Moulineaux HBF (relégué administrative à l'issue de la saison après une 4e place en championnat) puis au Metz Handball, Alison Pineau n'a pas remporté de titre, c'est surtout grâce à ses performances avec l'équipe de France  lors du championnat du monde 2009 qu'elle a été élue. En effet, désignée meilleure demi-centre de la compétition, elle a contribué de manière significative à la médaille d'argent remportée par les Françaises, la France étant d'ailleurs la seule équipe à être parvenue à faire chuter les championnes du monde russes du fait de leur victoire lors de la phase de poule.
Quant à Sławomir Szmal, premier Polonais (aussi bien chez les hommes que les femmes) à être élu, il évolue depuis 2005 aux Rhein Neckar Löwen avec lesquels il a atteint en 2009 la demi-finale de la Ligue des champions ainsi que la troisième place en Championnat d'Allemagne. Au Championnat du monde 2009, comme 2 ans plus tôt lorsque ces nombreuses parades avaient permis à la Pologne de devenir vice-champion du monde, Szmal a de nouveau été décisif pour son équipe, décrochant cette fois-ci la médaille de bronze. Enfin, même si la compétition a eu lieu en janvier 2010, nul doute que le fait que Szmal ait été élu meilleur gardien du championnat d'Europe 2010 ait influé les internautes votants.
Les résultats détaillés sont :
| Rang | Joueuse                 | Nationalité | Club(s)                   | Poste            | %      |
| ---- | ----------------------- | ----------- | ------------------------- | ---------------- | ------ |
| 1    | Allison Pineau          | France      | Issy-les-Mlx HBF, Metz HB | Demi-centre      | 39,8 % |
| 2    | Katrine Lunde Haraldsen | Norvège     | Viborg HK                 | Gardienne de but | 33,9 % |
| 3    | Lioudmila Postnova      | Russie      | HC Lada Togliatti         | Arrière gauche   | 26,3 % |

| Rang | Joueur           | Nationalité | Club(s)                   | Poste          | %      |
| ---- | ---------------- | ----------- | ------------------------- | -------------- | ------ |
| 1    | Sławomir Szmal   | Pologne     | Rhein-Neckar Löwen        | Gardien de but | 68,7 % |
| 2    | Nikola Karabatic | France      | THW Kiel, Montpellier AHB | Demi-centre    | 20,9 % |
| 3    | Igor Vori        | Croatie     | RK Zagreb, HSV Hambourg   | Pivot          | 10,4 % |

## Bilan de la saison 2008-2009 en club

### Coupes d'Europe (clubs)
| Compétition              | Vainqueur       | Finaliste          | Score   |
| ------------------------ | --------------- | ------------------ | ------- |
| Ligue des champions (C1) | BM Ciudad Real  | THW Kiel           | 67 – 66 |
| Coupe des coupes (C2)    | BM Valladolid   | HSG Nordhorn       | 55 – 53 |
| Coupe de l'EHF (C3)      | VfL Gummersbach | RK Gorenje Velenje | 55 – 50 |
| Coupe Challenge (C4)     | CS UCM Reșița   | CSU Suceava        | 50 – 47 |

| Compétition              | Vainqueur           | Finaliste    | Score   |
| ------------------------ | ------------------- | ------------ | ------- |
| Ligue des champions (C1) | Viborg HK           | Győri ETO KC | 50 – 49 |
| Coupe des coupes (C2)    | FC Copenhague       | Larvik HK    | 47 – 44 |
| Coupe de l'EHF (C3)      | C.S. Itxako-Navarra | HC Leipzig   | 52 – 45 |
| Coupe Challenge (C4)     | HBC Nîmes           | Thüringer HC | 56 – 47 |

### Championnats européens
En lien avec le coefficient EHF 2009 basé sur les résultats des fédérations entre la saison 2006-2007 et la saison 2008-2009, les champions masculins par pays sont :
| Rang | Pays               | Champion                     |
| ---- | ------------------ | ---------------------------- |
| 1    | Allemagne          | THW Kiel                     |
| 2    | Espagne            | BM Ciudad Real               |
| 3    | Danemark           | Aalborg Håndbold             |
| 4    | Hongrie            | Veszprém KSE                 |
| 5    | France             | Montpellier Agglomération HB |
| 6    | Russie             | Medvedi Tchekhov             |
| 7    | Slovénie           | RK Celje                     |
| 8    | Suisse             | Kadetten Schaffhouse         |
| 9    | Roumanie           | HCM Constanța                |
| 10   | Croatie            | RK Zagreb                    |
| 11   | Bosnie-Herzégovine | RK Bosna Sarajevo            |
| 12   | Ukraine            | ZTR Zaporijjia               |
| 13   | Macédoine          | Metalurg Skopje              |
| 14   | Pologne            | KS Kielce                    |
| 15   | Suède              | IK Sävehof                   |
| 16   | Norvège            | Drammen HK                   |
| 17   | Autriche           | A1 Bregenz                   |
| 18   | Portugal           | FC Porto                     |
| 19   | Islande            | Haukar Hafnarfjörður         |
| 20   | Slovaquie          | HT Tatran Prešov             |
| 21   | Serbie             | Partizan Belgrade            |
| 22   | Grèce              | PAOK Salonique               |
| 23   | Turquie            | Beşiktaş JK                  |
| 24   | Monténégro         | RK Budućnost Podgorica       |
| 25   | Biélorussie        | HC Dinamo Minsk              |
| 26   | Italie             | Handball Casarano            |
| 27   | Estonie            | HC Kehra                     |

#### Saison 2008-2009 en France
| Compétition                 | Vainqueur          | Second                   | Score |
| --------------------------- | ------------------ | ------------------------ | ----- |
| Championnat de France masc. | Montpellier AHB    | Chambéry Savoie Handball | –     |
| Coupe de France masc.       | Montpellier AHB    | Chambéry Savoie Handball | 35-28 |
| Coupe de la Ligue masc.     | Istres OPH         | Montpellier AHB          | 22-20 |
| Championnat de France fém.  | HB Metz métropole  | Le Havre AC              | –     |
| Coupe de France fém.        | Mios-Biganos BA HB | HB Metz métropole        | 29-28 |
| Coupe de la Ligue fém.      | HB Metz métropole  | Le Havre AC              | 25-20 |

## Transferts
Les principaux transferts de la saison sont :
| Nat | Joueur                     | Nat | Ancien club            | Nat | Nouveau club           |
| --- | -------------------------- | --- | ---------------------- | --- | ---------------------- |
|     | Julen Aguinagalde          |     | CB Ademar León         |     | BM Ciudad Real         |
|     | Sergueï Chelmenko          |     | Rhein-Neckar Löwen     |     | Medvedi Tchekhov       |
|     | Dalibor Doder              |     | BM Aragón              |     | CB Ademar León         |
|     | Domagoj Duvnjak            |     | RK Zagreb              |     | HSV Hambourg           |
|     | Nándor Fazekas             |     | VfL Gummersbach        |     | Veszprém KSE           |
|     | Jan Filip                  |     | Rhein-Neckar Löwen     |     | Kadetten Schaffhouse   |
|     | Peter Gentzel              |     | HSG Nordhorn           |     | THW Kiel               |
|     | Eric Gull                  |     | Qatar                  |     | BM Ciudad Real         |
|     | Silvio Heinevetter         |     | SC Magdebourg          |     | Füchse Berlin          |
|     | Kasper Hvidt               |     | FC Barcelone           |     | FC Copenhague          |
|     | Mariusz Jurasik            |     | Rhein-Neckar Löwen     |     | KS Kielce              |
|     | Nikola Karabatic           |     | THW Kiel               |     | Montpellier Handball   |
|     | Tobias Karlsson            |     | HSG Nordhorn           |     | SG Flensburg-Handewitt |
|     | Lars Kaufmann              |     | TBV Lemgo              |     | Frisch Auf Göppingen   |
|     | Vid Kavtičnik              |     | THW Kiel               |     | Montpellier Handball   |
|     | Kristian Kjelling          |     | PSA Pampelune          |     | Aalborg Håndbold       |
|     | Torsten Laen               |     | BM Ciudad Real         |     | Füchse Berlin          |
|     | Momir Ilić                 |     | VfL Gummersbach        |     | THW Kiel               |
|     | Ferenc Ilyés (en)          |     | Veszprém KSE           |     | TBV Lemgo              |
|     | Erlend Mamelund            |     | SG Flensburg-Handewitt |     | FC Copenhague          |
|     | Claus Møller Jakobsen (en) |     | PSA Pampelune          |     | Skjern Håndbold        |
|     | Bjarte Myrhol              |     | HSG Nordhorn           |     | Rhein-Neckar Löwen     |
|     | Daniel Narcisse            |     | Chambéry Savoie HB     |     | THW Kiel               |
|     | Jure Natek                 |     | Chambéry Savoie HB     |     | RK Gorenje Velenje     |
|     | Aleš Pajovič               |     | BM Ciudad Real         |     | RK Celje               |
|     | Aron Pálmarsson            |     | FH Hafnarfjörður       |     | THW Kiel               |
|     | Carlos Prieto              |     | BM Valladolid          |     | Rhein-Neckar Löwen     |
|     | Siarhei Rutenka            |     | BM Ciudad Real         |     | FC Barcelone           |
|     | Danijel Šarić              |     | PSA Pampelune          |     | FC Barcelone           |
|     | Daniel Sarmiento           |     | CB Ademar León         |     | FC Barcelone           |
|     | Johan Sjöstrand            |     | IFK Skövde HK          |     | SG Flensburg-Handewitt |
|     | Christian Sprenger         |     | SC Magdebourg          |     | THW Kiel               |
|     | Ólafur Stefánsson          |     | BM Ciudad Real         |     | Rhein-Neckar Löwen     |
|     | Tomas Svensson             |     | PSA Pampelune          |     | BM Valladolid          |
|     | Igor Vori                  |     | RK Zagreb              |     | HSV Hambourg           |
|     | Renato Vugrinec            |     | PSA Pampelune          |     | RK Celje               |
|     | Uroš Zorman                |     | BM Ciudad Real         |     | RK Celje               |

## Disparations
Personnes
- 8 février :  Marian Cozma (26 ans)
- 3 mars :  Sebastian Faisst (21 ans)
- 1er juillet :  Marwa El-Sherbini (31 ans)

Clubs
- RK Sintelon Bačka Palanka,
- Livry-Villepinte 93, entente créée en 2006 entre le Livry-Gargan handball et le Real Villepinte Vert Galant.